# Buthus tassili
Espèce
Buthus tassili est une espèce de scorpions de la famille des Buthidae.

## Distribution
Cette espèce se rencontre en Algérie dans le Tassili n'Ajjer et le Hoggar et en Libye vers Ghat.

## Description
Buthus tassili mesure de 50 à 55 mm.

## Étymologie
Son nom d'espèce lui a été donné en référence au lieu de sa découverte, le Tassili n'Ajjer.

## Publication originale
- Lourenço, 2002 : « Considérations sur les modèles de distribution et différenciation du genre Buthus Leach, 1815, avec la description d’une nouvelle espèce des montagnes du Tassili des Ajjer, Algérie (Scorpiones, Buthidae). » Biogeographica, vol. 78, no 3, p. 109-127.